# Monumento al Caminero

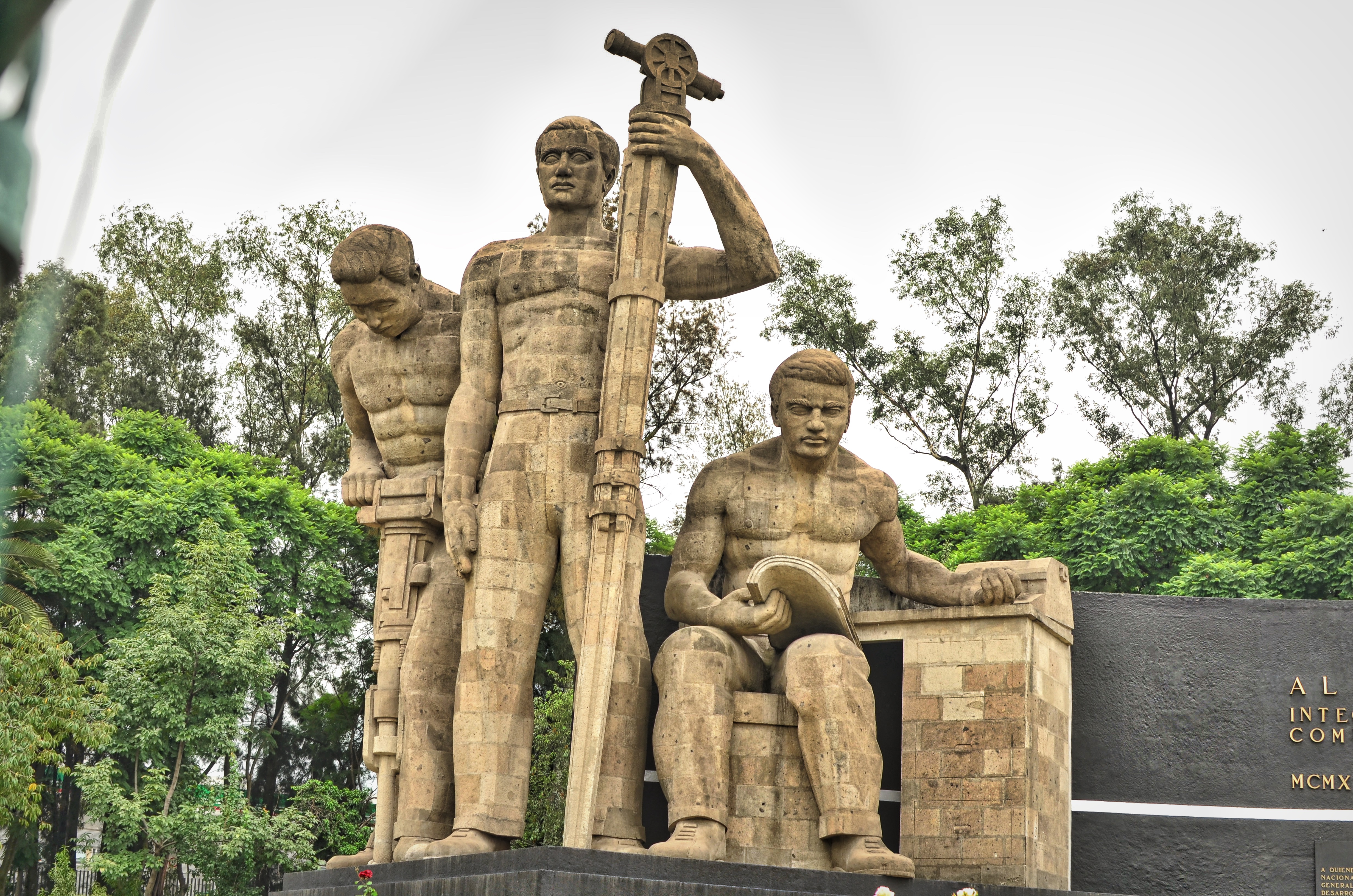
Monumento al Caminero.

El Monumento al Caminero es un conjunto de esculturas ubicada en el entronque de la Avenida de los Insurgentes y la autopista a Cuernavaca, en la colonia, La Joya, alcaldía Tlalpan, en la Ciudad de México. Está formado por tres hombres que sostienen un taladro, un teodolito y un libro esculpidos en cantera. En una de sus placas se lee: 

Al Caminero, integrador de las comunicaciones de México, MCMXXV- DNC- MCMLVI

El monumento fue realizado por el escultor Ramiro Gaviño y los talladores David y Joaquín Gutiérrez. Fue inaugurado el 17 de octubre de 1956 con motivo del día del caminero en el marco de la celebración del XXXI aniversario, de la fundación de la Dirección Nacional de Caminos la cual dependía a su vez de la Secretaría de Comunicaciones y Obras Públicas (SCOP).

## Galería

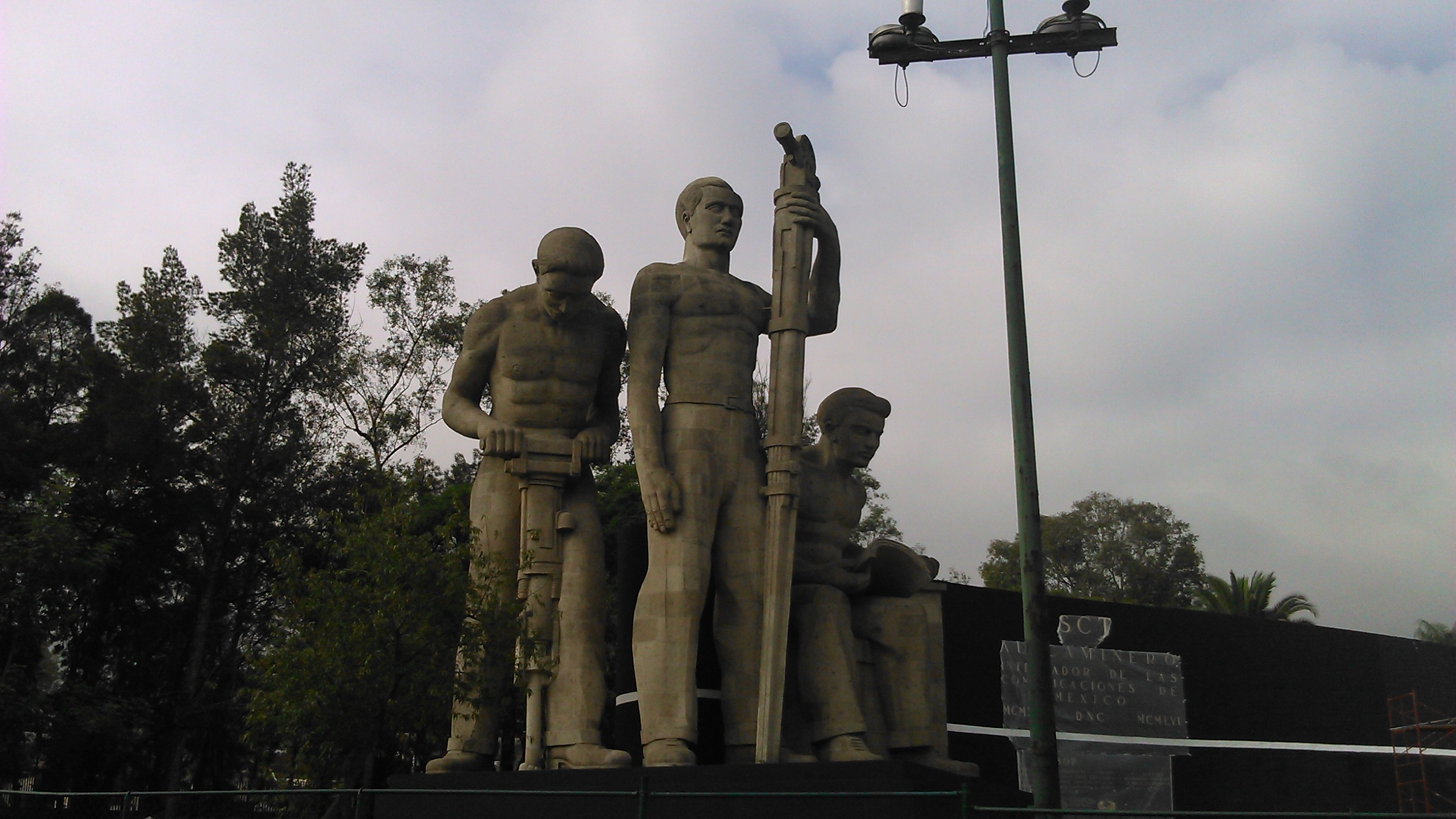
Monumento al Caminero, Tlalpan DF.
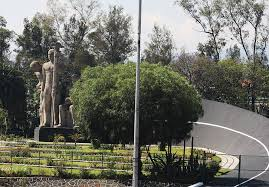
Monumento al Caminero.
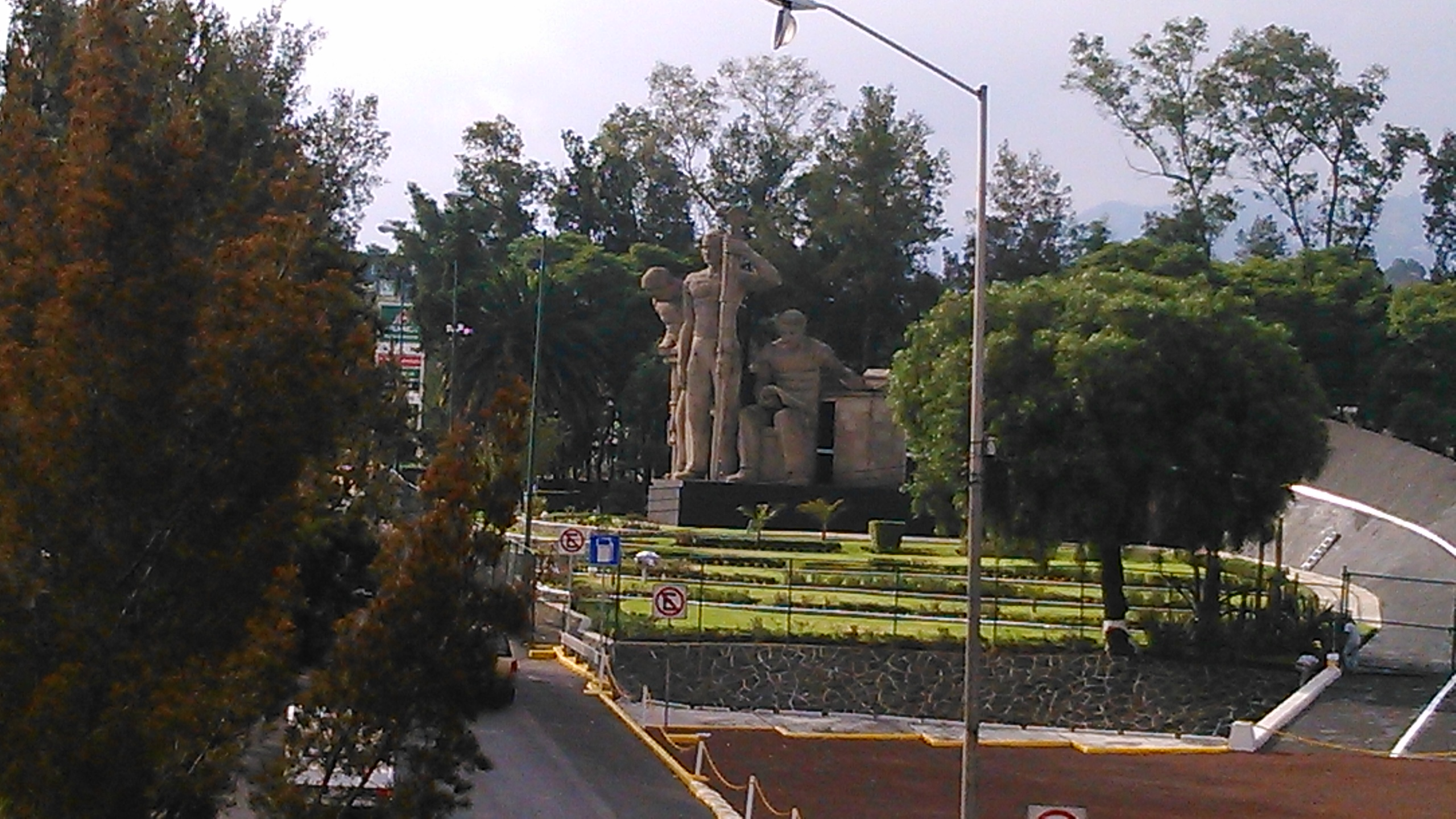
Monumento al Caminero, Tlalpan DF.
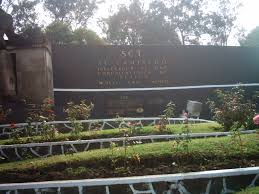
Monumento al Caminero.